# Schrotturm
Ein Schrotturm  diente der Herstellung von Schrotkugeln für Schrotpatronen im Turmgießverfahren. Einige Schrottürme sind erhalten und wurden Industriedenkmäler.

## Turmgießverfahren

Funktionsweise eines Schrotturms

Flüssiges Blei wurde an der Spitze des Turmes durch ein Sieb gegossen. Im freien Fall bildeten sich aufgrund der Kohäsionskraft und Oberflächenspannung des Materials kugelförmige Tropfen. Bei ausreichender Fallhöhe war das Blei bereits erkaltet und erstarrt, wenn es unten in einem Wasserbecken aufgefangen wurde. Hier kühlten die Kugeln weiter ab.
Das Verfahren wurde von dem englischen Klempner William Watts in Bristol erfunden und 1782 patentiert. Im selben Jahr errichtete Watts den ersten Schrotturm bei seinem Haus. Schrottürme ersetzten ältere Herstellungsverfahren, bei denen Blei aufwendig in Formen gegossen wurde. Das Gießen von Blei in Wasser war ebenfalls gebräuchlich, führte aber zu ungleichmäßig geformten Schrotkörnern. Durch die Entwicklung von Windtürmen ab 1848 konnte die Höhe der Türme reduziert werden. Dabei wird das herabtropfende Blei im Gegenluftstrom zusätzlich abgekühlt. Ab 1961 machte das Bliemeister-Verfahren Schrottürme weitgehend überflüssig.

## Erhaltene Schrottürme
- Bekannt ist der Shot-Tower der Lead Pipe & Shot Factory (engl.: Bleirohr- & Schrotfabrik) in Melbourne, der erst in den 1960er Jahren außer Betrieb genommen wurde und später als denkmalgeschützte Attraktion in den kuppelartig überdachten Innenhof eines großen Einkaufszentrums integriert wurde.

- Der 1908 errichtete Schrotkugelturm in Berlin-Rummelsburg ist das Wahrzeichen des dortigen Kiezes Victoriastadt.
- In Wien-Favoriten wurde 1825 ein Schrotturm errichtet, der die notwendige Fallhöhe durch die Kombination eines 25 m hohen Holzturmes mit einem darunterliegenden 35 m tiefen Schacht erzielte.

- In Kärnten und dem Mießtal standen Schrottürme, die nicht freistehend errichtet waren, sondern natürliche Abstürze ausnützten, an die sie wie Erker angebaut waren.[3]

- Schrotturm Federaun, Kärnten (A)
- Schrotturm in der Ortschaft Barnkrug, an der Unterelbe, Gemeinde Drochtersen (D)
- Fährenpfortenturm, Hann. Münden, heute Museum der Arbeit (D)
- Zündhütle, Karlsruhe (D)
- Tangermünde, 47 Meter hoch (D)
- Schrotturm in Schweinfurt (D)[4]
- In Finnland existiert heute nur noch ein Schrotturm (aus Metall), der sich in Tampere (Stadtteil Pispala) befindet. (SF)
- Torre de los Perdigones in Sevilla

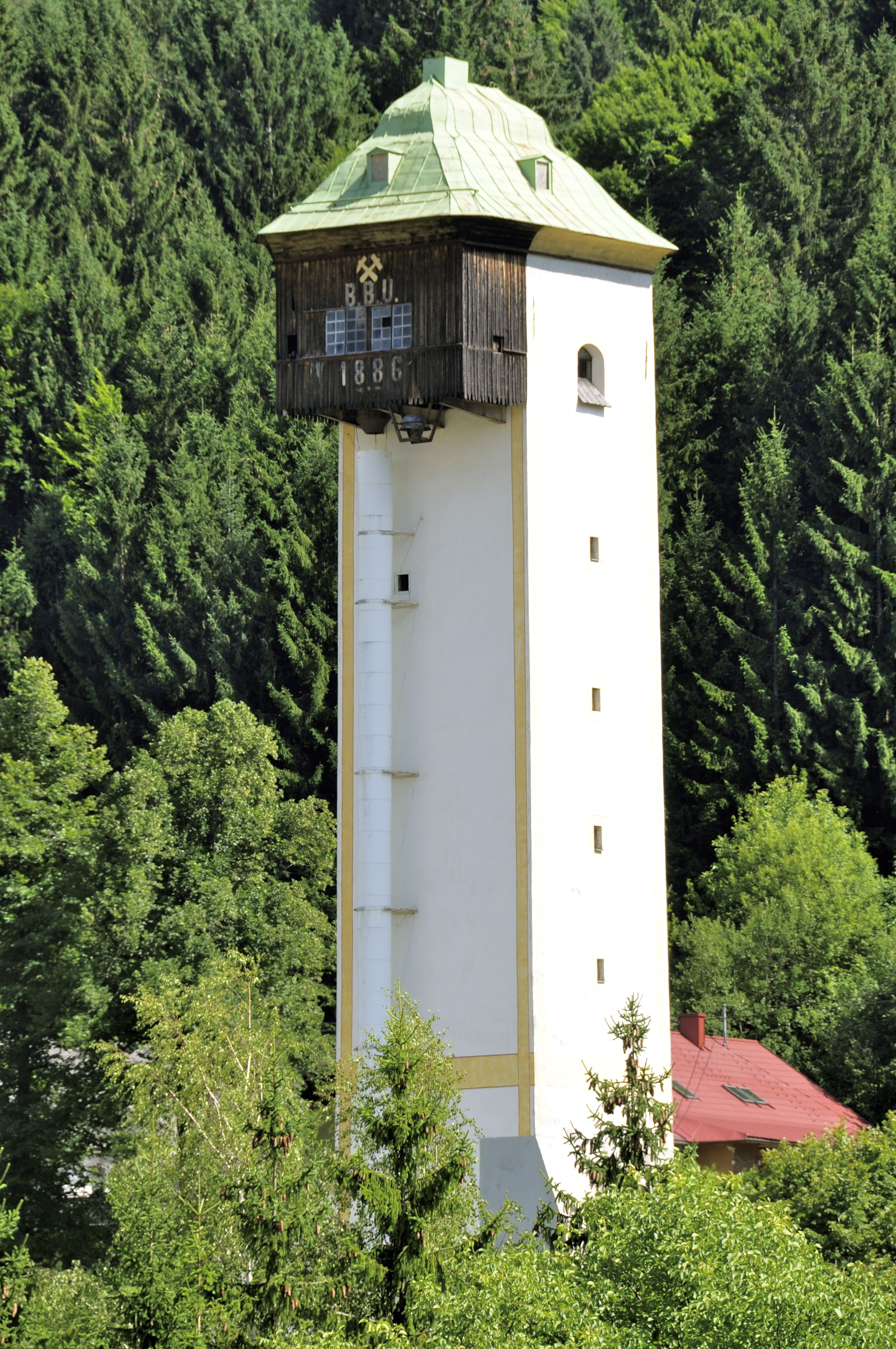
Schrotturm Gailitz in Gailitz (A)
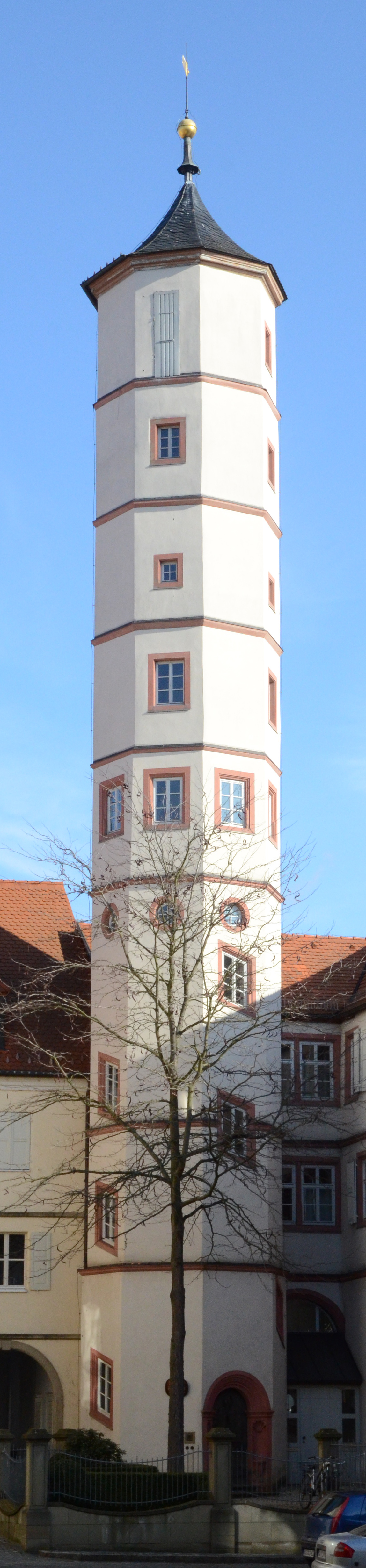
Schrotturm im Alten Gewerbeviertel in Schweinfurt (D)
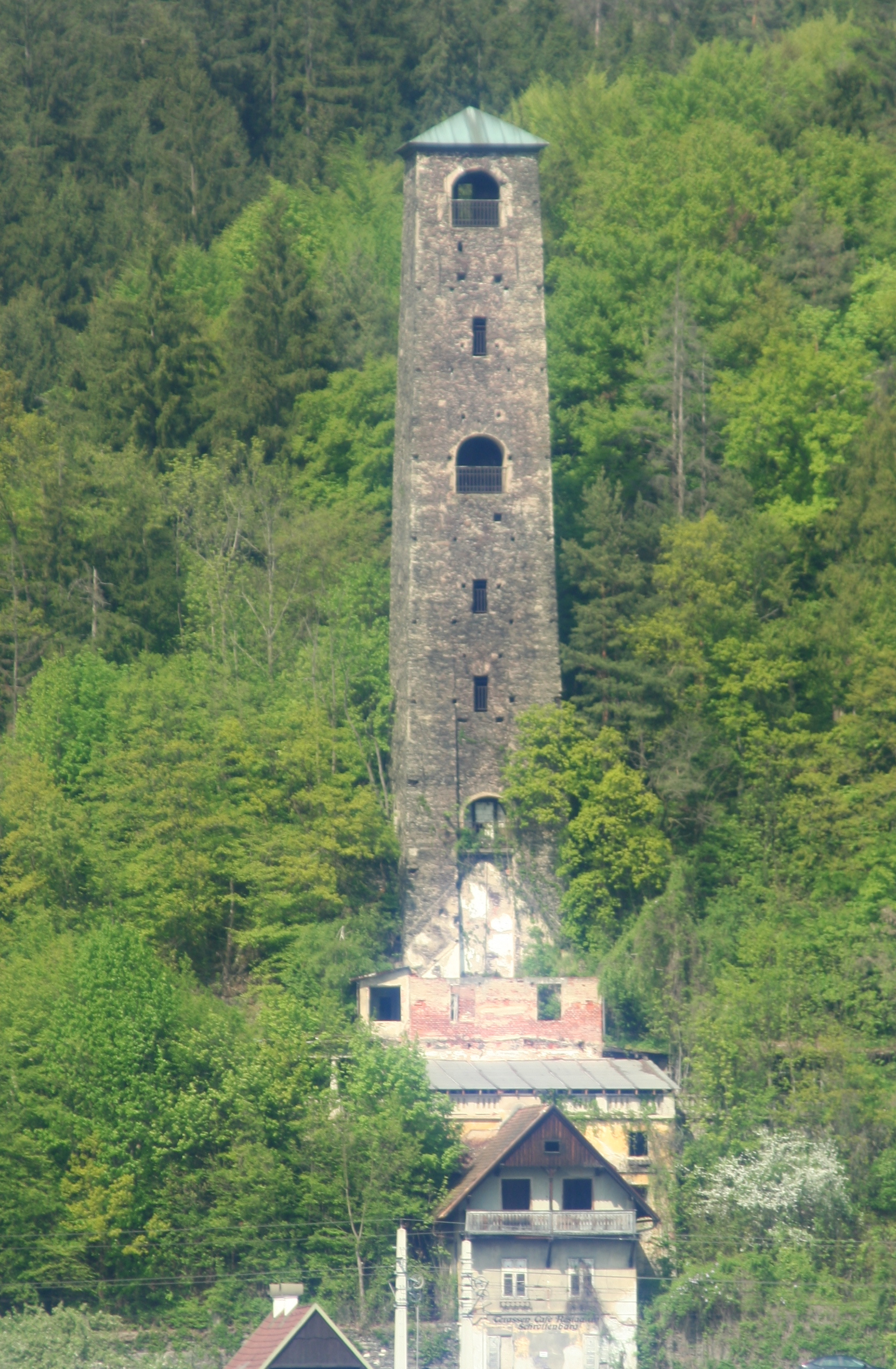
Schrottenturm, Klagenfurt-St. Martin (A)
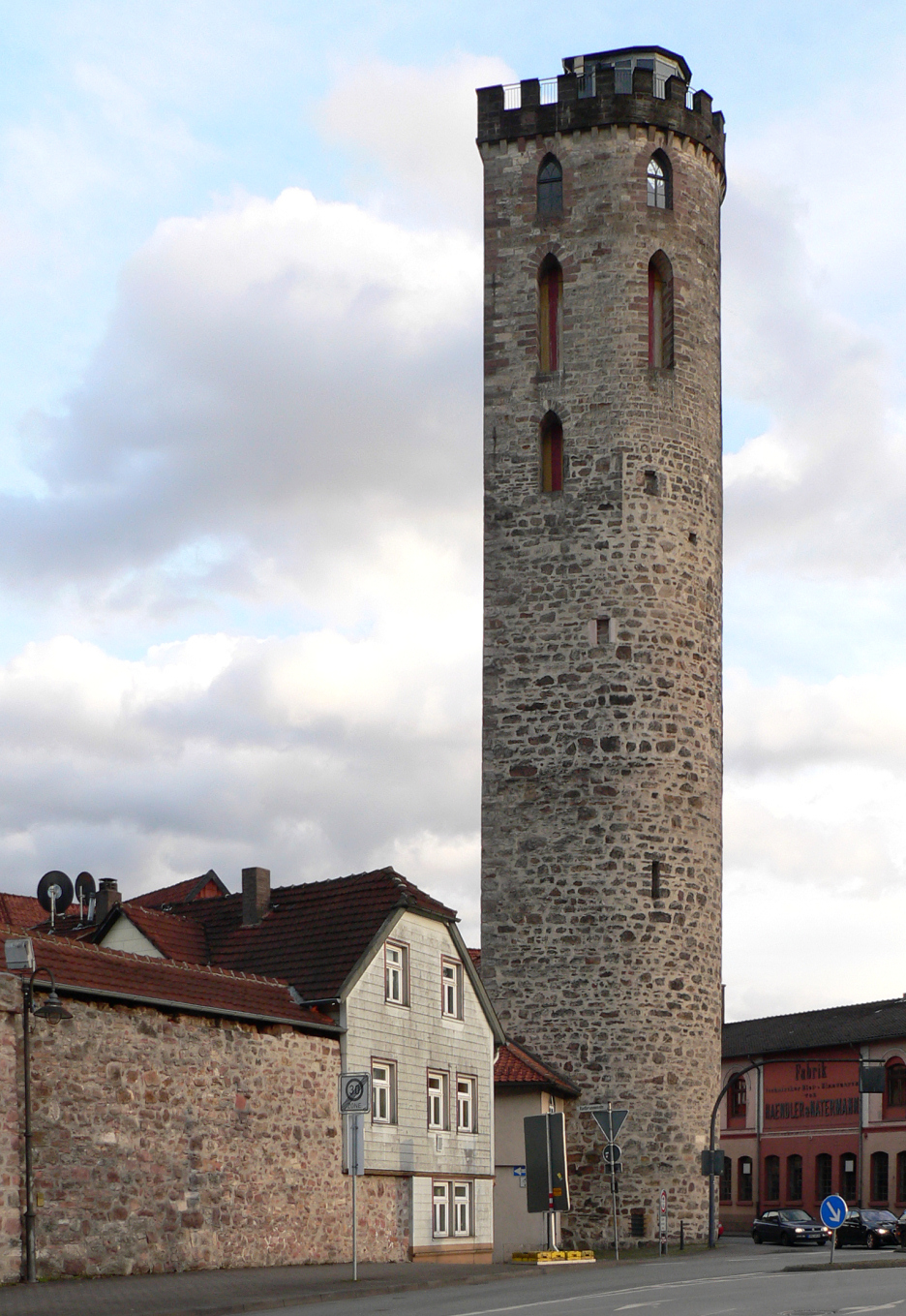
Fährenpfortenturm, auch Hagelturm genannt, Hann. Münden (D)
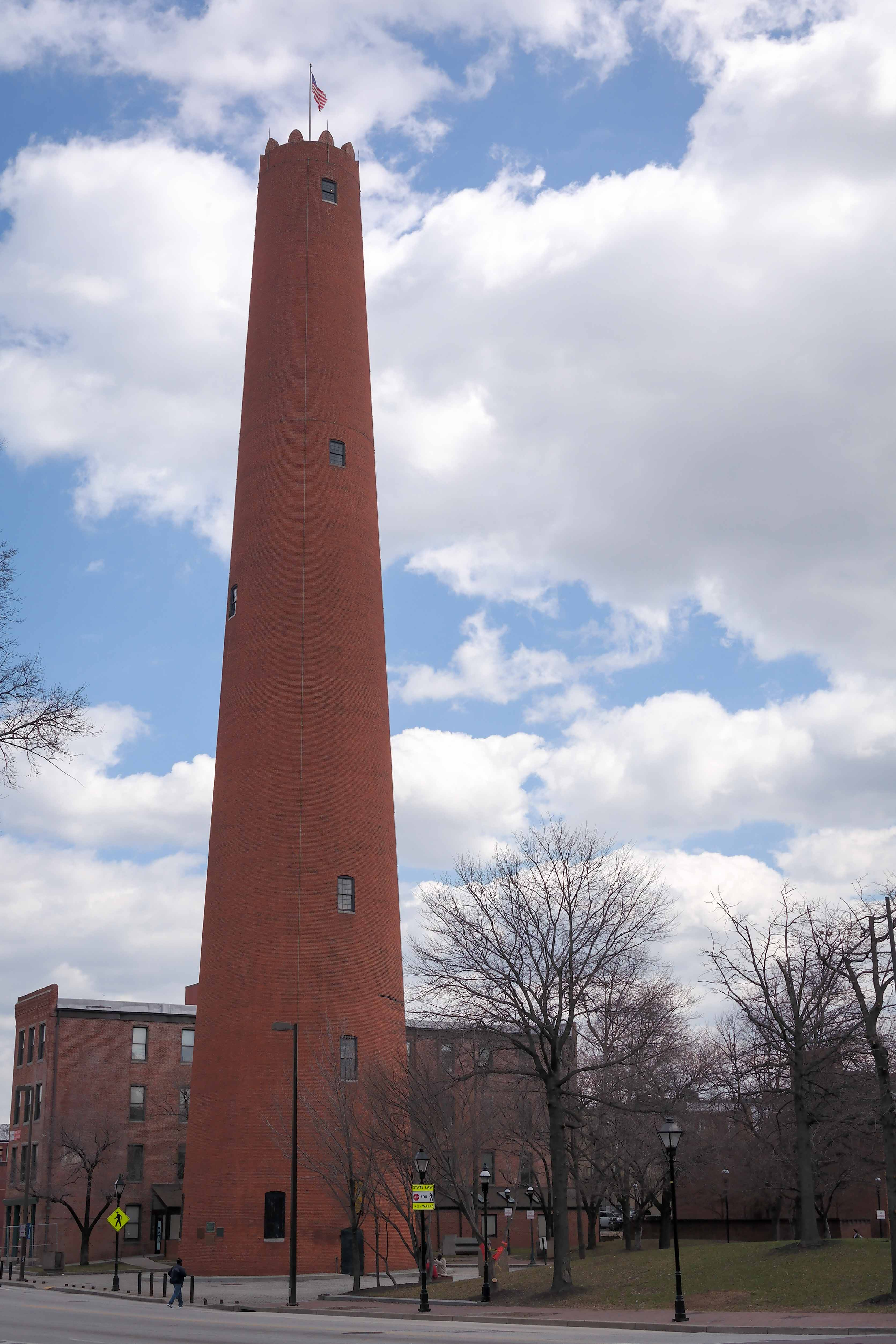
Phoenix Shot Tower in Baltimore (USA)
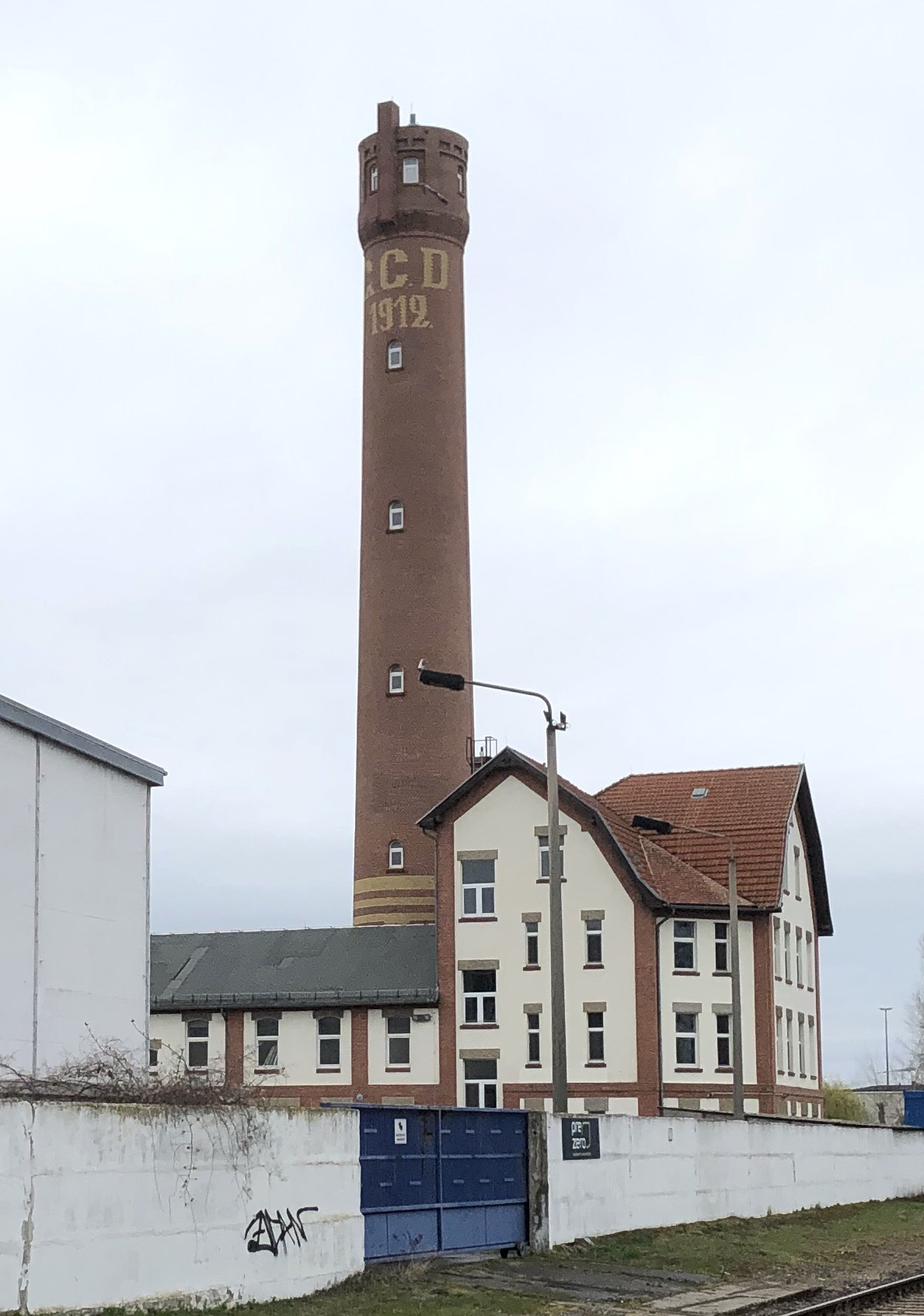
Schrotturm in Magdeburg (D)
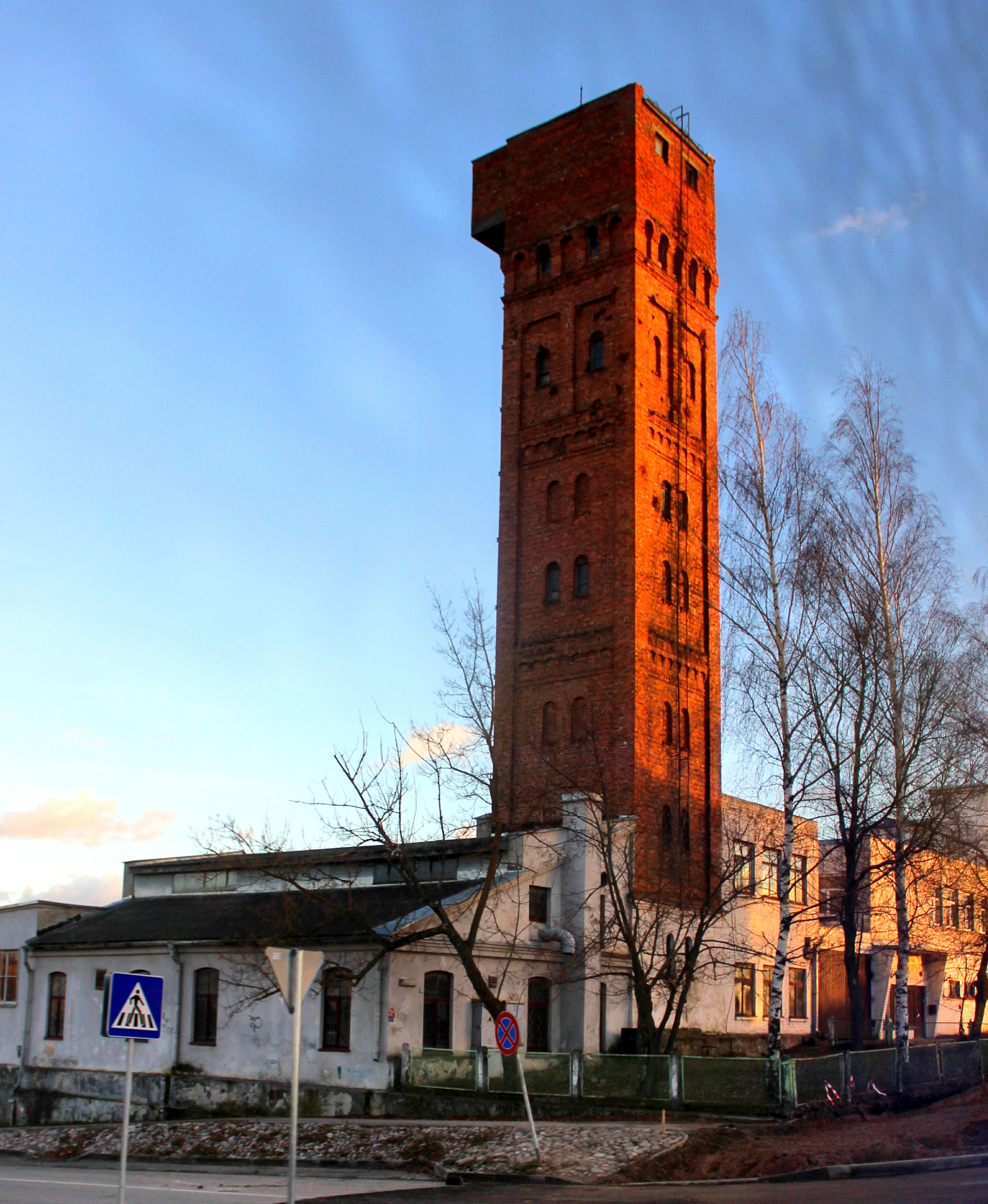
Schrotturm in Daugavpils (LV)